# Georg Nicolaus von Nissen

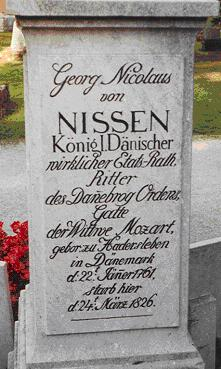
Nissens gravsten i Salzburg

Georg Nicolaus von Nissen (ibland Nikolaus eller Nicolai), född  22 januari, 1761 i Haderslev, Danmark, död 24 mars, 1826 i Salzburg, var en  dansk diplomat och författare. 
Nissen är framför allt känd för att ha skrivit en biografi över Mozart, vars änka Constanze han gifte sig med 1809. Mellan 1812 och 1820 bodde paret på Lavendelstræde 1 i Köpenhamn där många av husen från sent 1700-tal har bevarats. Biografin publicerades postumt 1828 och hette Biographie W. A. Mozarts. Nach Originalbriefen, Sammlungen alles über ihn Geschriebenen, mit vielen neuen Beylagen, Steindrücken, Musikblättern und einem Facsimile.

## Nissens biografi över Mozart
I sin biograf försöker Nissen åstadkomma en kompromiss mellan Nmeeks och Schlichtegrolls åsikter. Han försöker dokumentera allt som skrivits om Mozart och redovisa en korrekt beskrivning av Mozarts liv baserad på förstahandskällor – familjen Mozarts brev. Han hade också sin fru Constanze som källa. Hon anförtrodde Mozarts kvarlåtenskap åt honom.  
Nissen förtjänar uppskattning främst för sina ansträngningar att samla all dokumentation om Mozart. Först och främst familjen Mozarts brev, men också minnesmynt och monument. Det måste medges att han behandlar källorna tämligen ansvarslöst och redigerar en del passager, särskilt i Mozarts brev.) För exempel på Nissens censur, se Aloysia Weber.) Emellertid gjorde han inte detta för att ändra bilden av Mozart utan av respekt för levnadsteckningen. I förordet till biografin förklarar han:
| ” | Det finns behov av att välja ut något positivt och karaktäristiskt i de brev som kan erbjudas allmänheten utan att skända berömmelsen och aktningen för namnet och människan. Man önskar inte, och måste inte, visa upp hjälten offentligt på det sätt han beskriver sig själv i kretsen av familjen om kvällarna. Det är nämligen enkelt att skada berömmelsen, aktningen och hans verks renommé. | „ |

Senare biografer har försökt revidera Nissens respekt för levnadsteckningen – inte för att den är respektlös mot Mozart – utan därför att den inte är autentisk.
Nissen dog 1826 i Salzburg. På hans gravsten står det: "Georg Nicolaus von NISSEN Königl. Dänischer wirklicher Etats-Rath. Ritter des Dänebrog Ordens, Gatte der Wittwe Mozart, gebor, zu Hadersleben in Dänemark d:22: Jäner 1761, starb hier d:24: März 1826." (Georg Nicolaus von Nissen. Kungligt danskt etatsråd [Dansk honorärtitel]. Riddare av Dannebrogen, make till Mozarts änka, född I Haderslev I Danmark den 22 nauari 1761, dog här den 24 mars 1826.)

## Utmärkelser
- Riddare av Dannebrogorden,  1809[4]

[Redigera Wikidata]